# پازار (توقات)
پازار (به ترکی استانبولی: Pazar) یک منطقهٔ مسکونی در ترکیه است که در استان توقات واقع شده‌است.